# Pseudopromachus
Pseudopromachus is een geslacht van wandelende takken uit de familie Phasmatidae. De wetenschappelijke naam van dit geslacht is voor het eerst voorgesteld door Klaus Günther in een publicatie uit 1929.
Dit geslacht is monotypisch, dat wil zeggen dat het maar één soort heeft namelijk Pseudopromachus perspinosus (Brunner von Wattenwyl, 1907) die in Papoea en West-Papoea voorkomt.